# بنو عبده (یمن)
 بنو عبده  (در عربی:  بَنو عبدة )
نام روستایی است در دهستان المَذبَح از توابع استان لَحِج در کشور یمن در شبه جزیره عربستان.

## جمعیت
جمعیت آن (۷۰) نفر (۸ خانوار) می‌باشد.